# セリフォス (競走馬)
セリフォス（欧字名:Serifos 香:秀逸小島、2019年3月7日 - ）は、日本の競走馬。主な勝ち鞍は2022年のマイルチャンピオンシップ、富士ステークス、2021年の新潟2歳ステークス、デイリー杯2歳ステークス。
馬名の意味は、エーゲ海に浮かぶ同名の島（セリフォス島）から。2022年のJRA賞最優秀短距離馬である。

## 戦績

### デビュー前
2019年3月7日、北海道安平町の追分ファームで誕生。一口馬主法人G1サラブレッドクラブから総額4,000万円（一口100万円×40口）で募集され、追分ファームリリーバレーで育成の後、栗東の中内田充正厩舎に入厩した。

### 2歳（2021年）
6月12日の2歳新馬戦（中京芝1600m）に川田将雅とのコンビで出走。1番人気に推されると、レースでは2番手追走から直線で抜け出し、2着馬ベルクレスタに1馬身半差を付け優勝。デビュー勝ちを果たした。
次走は引き続き川田鞍上で新潟2歳ステークスに出走。3番人気の支持を受けると、レースでは中団を追走、直線では最内を突いて抜け出し、追い込んできた1番人気アライバルを1馬身1/4差振り切って優勝。重賞初制覇を果たした。
3戦目、藤岡佑介に乗り替わって挑んだデイリー杯2歳ステークスは道中後方2番手で脚をため、最後の直線で大外へ持ち出し、内のソネットフレーズとの競り合いをクビ差制して重賞2勝目を手にした。
4戦目、C.デムーロに乗り替わって挑んだ朝日杯フューチュリティステークスでは1番人気に推され、レースでは好スタートから控えて5番手を追走。直線で外に持ち出して一旦は先頭に立ったが、ドウデュースに交わされて半馬身差の2着に敗れた。

### 3歳（2022年）
3歳初戦として5月8日に東京競馬場で行われた3歳マイル王を決める一戦であるNHKマイルカップ（GI）に出走。鞍上に福永祐一を迎え、1番人気に推された。レースではスタートを決めていい位置につけたが、道中は少し行きたがるようなそぶりを見せた。最内への進路取りを選択した直線では残り100mで伸びを欠きダノンスコーピオンの4着に敗れ、初めての馬券圏外となった。鞍上の福永は「道中で少しゴチャついてしまった。今日の馬場は最内か外がよかったので、競馬の流れの中で最内を選択。ただ、周りに馬がいなくて伸びあぐねてしまった」と振り返った。
続いて初の古馬との対戦となる、春のマイル王を決める一戦安田記念（GI）に3歳馬として唯一出走。前年のデイリー杯2歳ステークス以来となる藤岡佑介との再コンビで、5番人気に推された。レースでは中団外を追走。勝ったソングラインの後ろをマークする絶好位から、直線その後を追って上がり3F32秒8の末脚で猛追したがわずか0秒1差で4着に敗れた。鞍上の藤岡は「外枠からイメージ通りの競馬ができました。ただ、理想はサリオスの後ろ。ソングラインの位置でしたが、そこに入られてしまいました。でも、折り合いはついていたし、追いだしたらまとめて差し切れるかなというぐらいでした。ただ、苦しくなってラスト100メートルで脚があがってしまいました。その差が埋まればトップを目指せると思います」と今後に期待を寄せた。
秋初戦は10月22日の富士ステークス(G2)を選択。単勝一番人気に支持され、好スタートを決めると後方五番手あたりから終始前を伺いながらレースを進め、直線に入ると一時は馬群に囲まれたものの抜け出し、ダノンスコーピオン、ソウルラッシュの人気馬三頭の競り合いを危なげなく差し切り優勝。自身三度目の重賞制覇となった。
予定通り一ヶ月後の11月20日に行われたマイルチャンピオンシップ(G1)に出走。鞍上には初コンビとなるダミアン・レーンを迎えた。レース当日は昨年のNHKマイルカップ覇者シュネルマイスター、春にヴィクトリアマイルで復活の勝利を果たした白毛のアイドルのソダシ、前走の毎日王冠で二年ぶりの勝利を果たしたサリオスなどの実力馬が顔を揃え、セリフォスは重賞3勝馬ながら6番人気にとどまった。まずまずのスタートを決めるとそのまま後方集団につけ、直線に入ると一度は最後方になったものの、大外に回るとそのままメンバーの中で最速の上がり33秒0の末脚で他馬を一掃し、最終的には二着のダノンザキッドに1 1/4馬身差をつけ優勝。父のダイワメジャーとの親子制覇となった。
鞍上のダミアン・レーン騎手にとっては2019年のリスグラシュー以来、4度目のJRAのG1制覇となった。(Jpn1も含めると5勝目)また、管理する中内田師にとっては初の古馬G1制覇となった。レース後に鞍上のレーンは「追い出して2、3完歩目で凄くいい瞬発力だった。これなら届く。直線半ばで勝てると思った。珍しく自信を持つことができたね。馬が強い。」と語り、この馬の持つ能力の高さについて語った。

### 4歳（2023年）
明け4歳は、3月25日にメイダン競馬場で行われるドバイターフにダミアン・レーン騎手を鞍上に出走することが、馬主のG1サラブレッドクラブから2月22日に発表された。3月25日のドバイターフでは中団追走から直線で外へ持ち出してしぶとく差を詰めるも5着と惜敗する。帰国後は、6月4日に東京競馬場で行われた第73回安田記念に出走。好位のインでレースを進め、直線で抜け出しを図るもソングラインの末脚に屈し2着に敗れる。夏場の休養を挟んで、11月19日に行われたマイルチャンピオンシップにシュネルマイスターに次ぐ2番人気で出走し、好位でレースを進めたが直線で伸び切れず8着に終わり、連覇はならなかった。この後、香港へ遠征し12月10日に行われた香港マイルでは道中後方のインで脚を溜めるも直線で伸びを欠いて7着に敗れる。

### 5歳（2024年）
4月21日のマイラーズカップで始動。道中は中団で待機し、直線で鋭く脚を伸ばすも先に抜け出したソウルラッシュを捕えることが出来ず2着となる。続く安田記念では4コーナー後方4番手からメンバー2位の上り33秒0の末脚を繰り出したが道悪に苦しみ5着に終わる。秋に入り、10月19日の富士ステークスでは中団のやや後ろを追走し、直線で懸命に差を詰めたが4着。11月17日に行われたマイルチャンピオンシップでは中団でレースを進めたが直線で伸びを欠き6着という結果に終わる。レース後の11月20日に所有するG1サラブレッドクラブにより阪神カップを最後に現役を引退して、2025年より北海道新冠町の優駿スタリオンステーションで種牡馬入りすることが発表された。引退レースとなった12月21日の阪神カップではライアン・ムーアとコンビを組み、後方3・4番手追走から直線で懸命に追い上げてきたがナムラクレアの4着に敗れた。レース中に鼻出血を発症していたことが判明し、1ヵ月の出走停止処分となった。そして、12月27日をもってJRAの競走馬登録を抹消された。

## 競走成績
以下の内容は、JBISサーチ、netkeiba.com、エミレーツ競馬協会、Total Performance Dataおよび香港ジョッキークラブの情報に基づく。
| 競走日     | 競馬場   | 競走名         | 格   | 距離（馬場）  | 頭 数 | 枠 番 | 馬 番 | オッズ （人気） | 着順 | タイム （上り3F） | 着差  | 騎手        | 斤量 [kg] | 1着馬（2着馬）         | 馬体重 [kg] |
| ---------- | -------- | -------------- | ---- | ------------- | ----- | ----- | ----- | --------------- | ---- | ----------------- | ----- | ----------- | --------- | ---------------------- | ----------- |
| 2021.06.12 | 中京     | 2歳新馬        |      | 芝1600m（良） | 10    | 6     | 6     | 002.70（1人）   | 01着 | R1:35.0（34.4）   | -0.2  | 0川田将雅   | 54        | （ベルクレスタ）       | 480         |
| 0000.08.29 | 新潟     | 新潟2歳S       | GIII | 芝1600m（良） | 12    | 1     | 1     | 004.50（3人）   | 01着 | R1:33.8（32.8）   | -0.2  | 0川田将雅   | 54        | （アライバル）         | 486         |
| 0000.11.13 | 阪神     | デイリー杯2歳S | GII  | 芝1600m（良） | 7     | 6     | 6     | 002.40（1人）   | 01着 | R1:35.1（33.4）   | -0.0  | 0藤岡佑介   | 55        | （ソネットフレーズ）   | 486         |
| 0000.12.19 | 阪神     | 朝日杯FS       | GI   | 芝1600m（良） | 15    | 3     | 4     | 002.40（1人）   | 02着 | R1:33.6（34.8）   | -0.1  | 0C.デムーロ | 55        | ドウデュース           | 486         |
| 2022.05.08 | 東京     | NHKマイルC     | GI   | 芝1600m（良） | 18    | 2     | 4     | 003.90（1人）   | 04着 | R1:32.6（34.6）   | -0.3  | 0福永祐一   | 57        | ダノンスコーピオン     | 490         |
| 0000.06.05 | 東京     | 安田記念       | GI   | 芝1600m（良） | 18    | 7     | 15    | 008.70（5人）   | 04着 | R1:32.4（32.8）   | -0.1  | 0藤岡佑介   | 54        | ソングライン           | 490         |
| 0000.10.22 | 東京     | 富士S          | GII  | 芝1600m（良） | 15    | 5     | 10    | 002.30（1人）   | 01着 | R1:32.0（33.2）   | -0.1  | 0藤岡佑介   | 54        | （ソウルラッシュ）     | 490         |
| 0000.11.20 | 阪神     | マイルCS       | GI   | 芝1600m（良） | 17    | 5     | 10    | 009.20（6人）   | 01着 | R1:32.5（33.0）   | -0.2  | 0D.レーン   | 56        | （ダノンザキッド）     | 486         |
| 2023.03.25 | メイダン | ドバイターフ   | G1   | 芝1800m（Gd） | 14    | 5     | 12    | 004.20（3人）   | 05着 | R1:47.87（34.12） | -0.48 | 0D.レーン   | 57        | Lord North             | 計不        |
| 0000.06.04 | 東京     | 安田記念       | GI   | 芝1600m（良） | 18    | 2     | 4     | 005.80（3人）   | 02着 | R1:31.6（33.6）   | -0.2  | 0D.レーン   | 58        | ソングライン           | 486         |
| 0000.11.19 | 京都     | マイルCS       | GI   | 芝1600m（良） | 16    | 6     | 11    | 003.20（2人）   | 08着 | R1:32.9（34.4）   | -0.4  | 0川田将雅   | 58        | ナミュール             | 490         |
| 0000.12.10 | 沙田     | 香港マイル     | G1   | 芝1600m（Gd） | 14    | 4     | 4     | 007.10（3人）   | 07着 | R1:34.84（34.05） | -0.74 | 0川田将雅   | 57        | Golden Sixty           | 486         |
| 2024.04.21 | 京都     | マイラーズC    | GII  | 芝1600m（稍） | 17    | 2     | 3     | 003.10（2人）   | 02着 | R1:32.8（34.8）   | -0.3  | 0川田将雅   | 58        | ソウルラッシュ         | 498         |
| 0000.06.02 | 東京     | 安田記念       | GI   | 芝1600m（稍） | 18    | 8     | 17    | 006.10（3人）   | 05着 | R1:32.7（33.0）   | -0.4  | 0川田将雅   | 58        | ロマンチックウォリアー | 494         |
| 0000.10.19 | 東京     | 富士S          | GII  | 芝1600m（良） | 17    | 4     | 7     | 003.40（2人）   | 04着 | R1:32.5（33.4）   | -0.4  | 0藤岡佑介   | 58        | ジュンブロッサム       | 498         |
| 0000.11.17 | 京都     | マイルCS       | GI   | 芝1600m（良） | 17    | 8     | 15    | 013.20（6人）   | 06着 | R1:32.6（34.3）   | -0.6  | 0川田将雅   | 58        | ソウルラッシュ         | 490         |
| 0000.12.21 | 京都     | 阪神C          | GII  | 芝1400m（良） | 18    | 2     | 3     | 005.50（3人）   | 04着 | R1:20.3（33.5）   | -0.2  | 0R.ムーア   | 58        | ナムラクレア           | 502         |

- 海外の競走の「枠番」欄にはゲート番を記載
- 香港のオッズ・人気は現地主催者発表のもの（日本式のオッズ表記とした）

## 血統表
| セリフォスの血統            | セリフォスの血統                                     | セリフォスの血統           | （血統表の出典）           | （血統表の出典）  |
| 父系                        | サンデーサイレンス系                                 | サンデーサイレンス系       | サンデーサイレンス系       | [ § 2 ]           |
| 父 ダイワメジャー 2001 栗毛 | 父の父*サンデーサイレンス Sunday Silence 1986 青鹿毛 | Halo                       | Hail to Reason             | Hail to Reason    |
| 父 ダイワメジャー 2001 栗毛 | 父の父*サンデーサイレンス Sunday Silence 1986 青鹿毛 | Halo                       | Cosmah                     |                   |
| 父 ダイワメジャー 2001 栗毛 | 父の父*サンデーサイレンス Sunday Silence 1986 青鹿毛 | Wishing Well               | Understanding              | Understanding     |
| 父 ダイワメジャー 2001 栗毛 | 父の父*サンデーサイレンス Sunday Silence 1986 青鹿毛 | Wishing Well               | Mountain Flower            |                   |
| 父 ダイワメジャー 2001 栗毛 | 父の母スカーレットブーケ 1988 栗毛                   | *ノーザンテースト          | Northern Dancer            | Northern Dancer   |
| 父 ダイワメジャー 2001 栗毛 | 父の母スカーレットブーケ 1988 栗毛                   | *ノーザンテースト          | Lady Victoria              |                   |
| 父 ダイワメジャー 2001 栗毛 | 父の母スカーレットブーケ 1988 栗毛                   | *スカーレットインク        | Crimson Satan              | Crimson Satan     |
| 父 ダイワメジャー 2001 栗毛 | 父の母スカーレットブーケ 1988 栗毛                   | *スカーレットインク        | Consentida                 |                   |
| 母 *シーフロント 2011 鹿毛  | 母の父Le Havre 2006 鹿毛                             | Noverre                    | Rahy                       | Rahy              |
| 母 *シーフロント 2011 鹿毛  | 母の父Le Havre 2006 鹿毛                             | Noverre                    | *ダンスールファビュルー    |                   |
| 母 *シーフロント 2011 鹿毛  | 母の父Le Havre 2006 鹿毛                             | Marie Rheinberg            | Surako                     | Surako            |
| 母 *シーフロント 2011 鹿毛  | 母の父Le Havre 2006 鹿毛                             | Marie Rheinberg            | Marie d'Argonne            |                   |
| 母 *シーフロント 2011 鹿毛  | 母の母Freedom Herself 1999 鹿毛                      | Freedom Cry                | *ソヴィエトスター          | *ソヴィエトスター |
| 母 *シーフロント 2011 鹿毛  | 母の母Freedom Herself 1999 鹿毛                      | Freedom Cry                | Falling Star               |                   |
| 母 *シーフロント 2011 鹿毛  | 母の母Freedom Herself 1999 鹿毛                      | Redeem Herself             | General Assembly           | General Assembly  |
| 母 *シーフロント 2011 鹿毛  | 母の母Freedom Herself 1999 鹿毛                      | Redeem Herself             | Redowa                     |                   |
| 母系(F-No.)                 | (FN:9-e)                                             | (FN:9-e)                   | (FN:9-e)                   | [ § 3 ]           |
| 5代内の近親交配             | Northern Dancer 4×5＝9.38%                           | Northern Dancer 4×5＝9.38% | Northern Dancer 4×5＝9.38% | [ § 4 ]           |
| 出典                        | 1. 2. 3. 4.                                          | 1. 2. 3. 4.                | 1. 2. 3. 4.                | 1. 2. 3. 4.       |